# Raymond Besse-Lamothe
Raymond Besse-Lamothe est un homme politique français né le 30 mai 1816 à Bourg-sur-Gironde (Gironde) et décédé le 20 août 1856 à Lavaur (Tarn).

## Biographie
Propriétaire, il est député du Tarn de 1849 à 1851, siégeant au groupe d'extrême gauche de la Montagne.

## Sources
- « Raymond Besse-Lamothe », dans Adolphe Robert et Gaston Cougny, Dictionnaire des parlementaires français, Edgar Bourloton, 1889-1891 [détail de l’édition]